# Yukio Araki

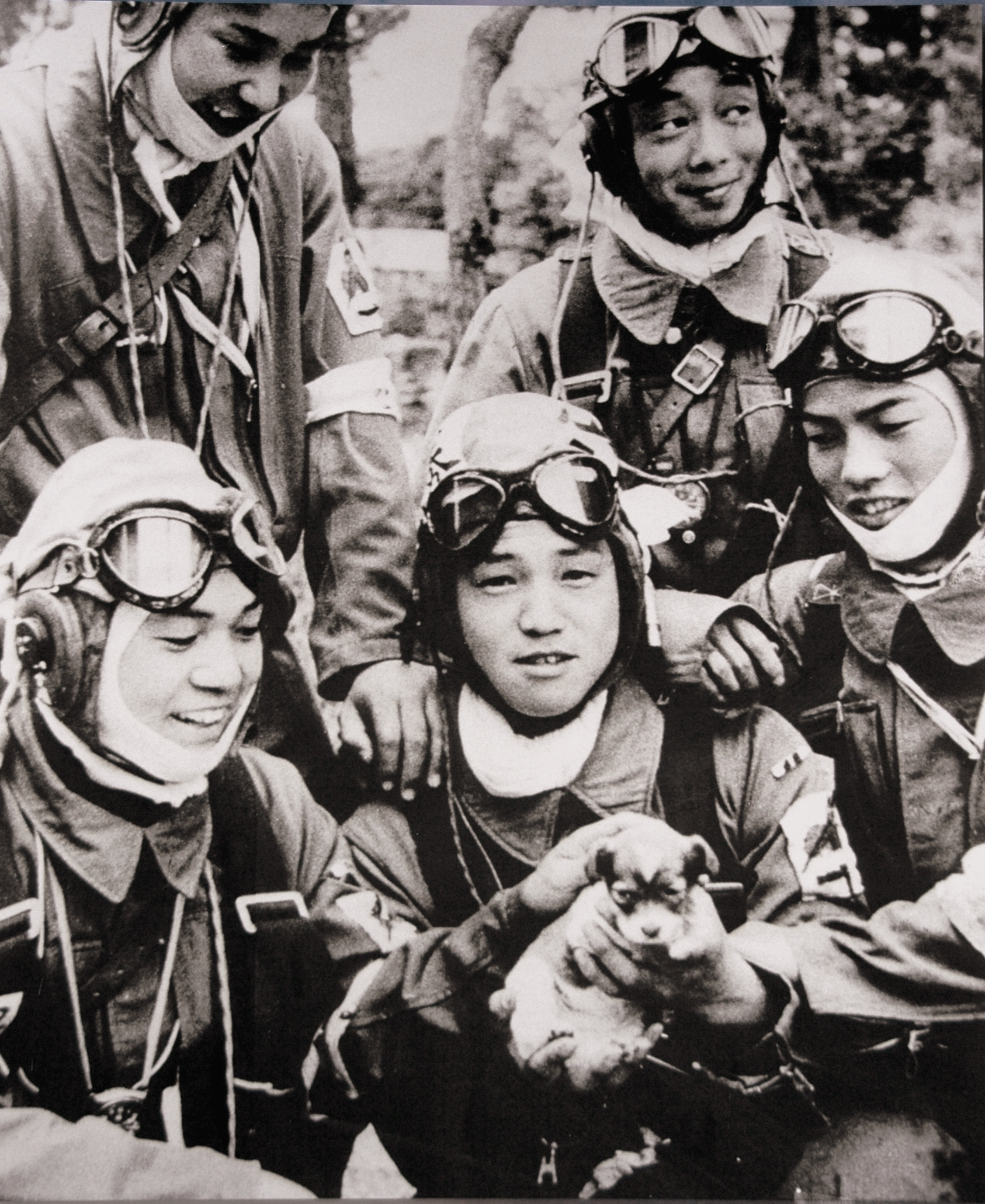
Corporal Yukio Araki (centro) sujeta un cachorro en una foto de grupo tomada en vísperas su muerte, 26 de mayo de 1945.

Yukio Araki (en japonés: 荒木 幸雄 , Araki Yukio, 10 de marzo de 1928 - 27 de mayo de 1945) fue un aviador japonés del Ejército Imperial Japonés durante la Segunda Guerra Mundial . Como piloto kamikaze y miembro del 72 ° Escuadrón Shinbu, la misión final de Araki tuvo lugar el 27 de mayo de 1945 durante la Batalla de Okinawa cuando voló su Mitsubishi Ki-51 cargado de bombas para estrellarse deliberadamente contra el USS Braine. Se especula que Araki y otro piloto fueron responsables de impactar contra el barco, matando a 66 miembros de su tripulación. Con 17 años es uno de los pilotos kamikazes más jóvenes de la Segunda Guerra Mundial.

## Biografía
Araki Yukio nació el 10 de marzo de 1928 en Miyamae, Kiryu,  Prefectura de Gunma. A la edad de quince años se unió al Programa de Entrenamiento de Pilotos Juveniles del  Servicio Aéreo del Ejército Imperial Japonés. Alrededor de septiembre de 1943, comenzó a entrenar en la Base Aérea de Tachiarai. Después de graduarse, comenzó a trabajar en el Campo Aéreo de Metabaru y en 1944 consiguió trabajo en Heijo (ahora conocido como Pyongyang), Corea. El 27 de mayo de 1945, Araki despegó del aeródromo de Bansei, en Bansei (ahora parte de Minamisatsuma), distrito de Kawanabe, prefectura de Kagoshima, en un Mitsubishi Ki-51 en una misión kamikaze. A la edad de diecisiete años, Araki es uno de los pilotos kamikaze más jóvenes conocidos. Se ha especulado que su avión fue uno de los dos que chocó contra el USS Braine, matando a 66 tripulantes; sin embargo, el barco no se hundió. 
Araki había regresado a casa en abril de 1945 y dejó cartas para su familia, para que las abrieran tras la noticia de su muerte. La carta a sus padres señaló:
Por favor, encuentre placer en el deseo de mi lealtad al emperador y devoción a los padres.
No tengo excusas. Simplemente sigo adelante en mi camino.
Antes de su misión, y de acuerdo con la costumbre de los pilotos kamikazes, Araki se cortó un mechón de cabello y se cortó las uñas, que en conjunto serían enviadas a sus padres después de su muerte. Estos fueron enviados a su familia para el entierro en un cementerio en Kiryu.